# Monument aan de Haarlemmerweg

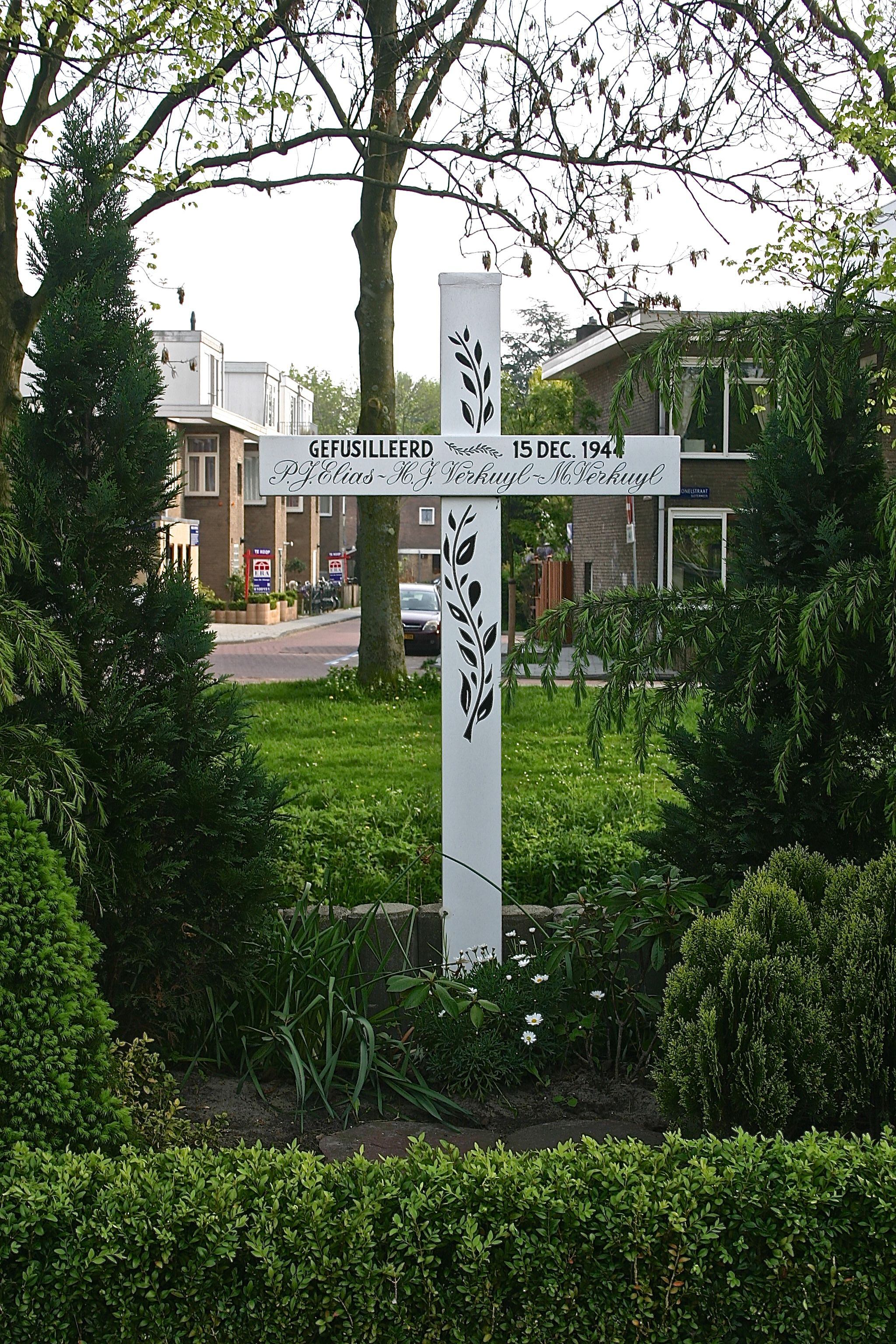
Monument (versie 1964)

Het Monument aan de Haarlemmerweg is een monument voor oorlogsslachtoffers, geplaatst aan de Haarlemmerweg, Amsterdam Nieuw-West tussen de voet- en fietsbruggen Burgemeester Eliasstraat en Burgemeester Fockstraat. Politieagent Elias vader en zoon Verkuijl werden hier door de Duitse bezetter doodgeschoten als vergelding voor een verzetsdaad op het spoortraject Amsterdam-Haarlem. Zij werden na de oorlog begraven op de Eerebegraafplaats Bloemendaal. 

Vanaf 1947 stond hier langs de Haarlemmerweg ter hoogte van boerderij Vredelust een wit houten kruis. Vanwege een herindeling van de Haarlemmerweg en de sloop van de boerderij rond 1964 werd er een nieuw wit kruis geplaatst. De versie uit 1964 droeg de tekst:: 
Gefusilleerd 15 december 1944
P.J. Elias, H.J. Verkuyl, M. Verkuyl
De Haarlemmerweg (De Nieuwe N200) onderging in de periode vanaf 2017 een gedaanteverwisseling; ze werd van snelweg gedegradeerd tot stadsweg, ze werd verhoogd en heringericht. Het beeld moest verhuisd worden. In overleg met nabestaanden werd een nieuw ontwerp gemaakt. Zij bestaat uit een cortenstalen kruis (drie staanders met een dwarsbalk), een tekst uitgefreesd in cortenstaal, een plaquette in cortenstaal en een tweetal roestvast stalen zitbankjes. Drie amberbomen staande voor de toekomst en het leven completeren het monument. Op 15 december 2019 werd het nieuwe monument ontworpen door landschapsarchitecte Saskia  Bongers onthuld. De onthulling werd verricht door Simone Kukenheim (locoburgemeester Amsterdam), Jurgen Nobel (idem van Haarlemmermeer) en Jan Pronker namens de Politie in aanwezigheid van Hannie Elias (nabestaande) en Corrie van den Boogaard-Vlug (getuige van de moord).

Onder het kruis is de tekst te lezen, die eerder was te lezen op het oorspronkelijke monument: 
Zij brachten voor de vrijheid het grootste offer.
 

De (liggende) plaquette vermeldt:
Hier zijn gefusilleerd op 15 december 1944
Pieter Elias – 37 jaar
Matthijs Verkuijl – 49 jaar
Henk Verkuijl – 22 jaar
Bij het monument wordt ieder jaar Dodenherdenking gehouden.  